# Salvatore Battaglia
Salvatore Battaglia (Catania, 1904 - Nápoles, 1971), filólogo, lexicógrafo e hispanista italiano.
Enseñó Filología Románica en la Universidad Federico II de Nápoles entre 1936 y 1961, y Literatura italiana entre 1961 y 1971; fue el encargado de enseñar Lengua y literatura española e historia de la lengua italiana largos años. Fundó y dirigió la revista Filologia Romanza (1954-1960), que después cambió su título a Filologia e Letteratura (1962-1971). Proyectó y cuidó hasta el sexto volumen la publicación del Grande Dizionario della Lingua Italiana, editado por la U.T.E.T. (1961-2002) en 21 vols. En 1968 escribe Mitografia del personaggio (reeditada en Napoli, Liguori 1991). Póstumamente se editó una colección de estudios sobre la narrativa del siglo XX, Il Facsimile della realtà. Forme e destini del romanzo italiano dal realismo al neorealismo (Palermo, Sellerio 1991).